# Asociace nestátních neziskových organizací Jihomoravského kraje
Asociace nestátních neziskových organizací Jihomoravského kraje (ANNO JMK) vznikla v roce 1998 jako Brněnská asociace nestátních neziskových organizací (BANNO).
Činnost organizace byla neformálně zahájena počátkem roku 1998 společnými aktivitami několika brněnských nestátních neziskových organizací (NNO) v rámci projektu „30 dní pro neziskový sektor“. V rámci této kampaně vznikla myšlenka na vytvoření organizace, která by sdružovala NNO města Brna a hájila společně jejich zájmy, napomáhala řešení jejich problémů a prezentaci jejich aktivit vůči široké odborné i laické veřejnosti, státní správě, místní samosprávě, podnikatelským aktivitám i médiím. Postupně se připojovaly další brněnské i mimobrněnské nestátní neziskové organizace a aktivity asociace se tak rozšířily na celý Jihomoravský kraj.
V roce 2011 ANNO JMK sdružovala celkem cca 70 NNO ze všech oblastí činnosti (oblast sociální, zdravotní, ekologie, volný čas, práce s dětmi a mládeží, kultura, umění, poradenství, vzdělávání, sport a další).

## Poslání organizace
- napomáhání rozvoji občanské společnosti,
- budování rovnocenného vztahu s orgány státní správy i místní samosprávy, představiteli politických stran a zástupci podnikatelského sektoru,
- společné prosazování úprav legislativních norem, které se dotýkají činnosti NNO,
- koordinace společných zájmů v oblasti finanční, legislativní a informační,
- prohloubení vzájemné informovanosti mezi členy asociace a koordinace jejich aktivity,
- vybudování a provoz informačního a poradenského centra pro brněnské NNO a brněnskou veřejnost,
- společná prezentace neziskového sektoru vůči odborné i laické veřejnosti, médiím a podnikatelskému sektoru,
- odborná činnost v rámci pracovních skupin ANNO JMK.

## Informační a poradenské centrum
V roce 1999 zahájilo činnost informační a poradenské centrum, jehož cílem je poskytovat kvalitní informační a poradenské služby. Sídlí v prostorách Slévárny Vaňkovka, Ve Vaňkovce 1, Brno. Cílovými skupinami jsou děti, mládež, studenti, široká veřejnost, zástupci NNO, zaměstnanci státní správy a samosprávy, novináři a podnikatelé.